# Tetralonia nigropilosa
Tetralonia nigropilosa är en biart som beskrevs av Heinrich Friese 1911. Tetralonia nigropilosa ingår i släktet Tetralonia och familjen långtungebin. Inga underarter finns listade i Catalogue of Life.